# UIL Pubblica Amministrazione
La UIL Pubblica Amministrazione (acronimo UILPA) è un'organizzazione sindacale della categoria dei lavoratori pubblici e aderisce all’Unione Italiana del Lavoro (UIL). È stata costituita nel 1998 dalla fusione di UIL-Statali, UIL-Enti Pubblici non Economici, UIL-Università e Ricerca (in seguito quest’ultima si è nuovamente separata dalla UILPA). 
Alla UILPA aderiscono lavoratori di ministeri ed amministrazioni pubbliche centrali, enti pubblici non economici, agenzie fiscali ed altri enti ed aziende d'interesse pubblico (tutti afferente al comparto contrattuale delle c.d. "funzioni centrali"), nonché appartenenti al Corpo nazionale dei vigili del fuoco ed alla polizia penitenziaria.
L'organizzazione è firmataria dei CCNL di settore ed ha una rappresentatività, secondo i dati dell'ARAN, del 18,89%.